# 中国土壤学会
中国土壤学会是国家一级学会。1945年12月25日在重庆北碚召开中国土壤学会成立大会，到会会员37人，有关单位代表12人。通过了会章，确定了学会的任务。第一届理事会由李连捷等7人组成，会员有58人。1946年初，政府批准成立，并登报声明。1954年7月16－28日在北京召开中华人民共和国成立后的第一次代表大会，完成正式成立手续。
代表大会一般每四年召开一次。决定学会的工作方针和任务，审议和批准理事会的工作报告，制定和修改会章，选举新的理事会等。理事会的职责是：执行代表大会的决议，制定工作计划，领导所属机构开展活动，召开下届代表大会，推荐优秀学术论文和科普作品，表彰学会工作积极分子等。理事会选举理事长一人，副理事长及常务理事若干人组成常务理事会；在理事会闭幕期间，负责行使理事会的职责，常务理事会推选秘书长一人，并视工作需要聘请副秘书长若干人，在理事会下设立办公室(秘书处)，处理学会日常工作。
- 现任理事长：周健民
- 副理事长（以姓氏笔画为序）：沈仁芳（常务） 沈其荣 邵明安 张玉龙 张维理 张福锁 武志杰 涂仕华 栗铁申
- 秘书长：蒋新
- 副秘书长：依艳丽 王昌全 李定强 申建波 严卫东（专职）